# Girramay-Nationalpark
Der Girramay-Nationalpark (englisch Girramay National Park) ist ein 295 km² großer Nationalpark in Queensland, Australien. Seit 1988 ist er wegen seiner natürlichen Schönheit, der biologischen Diversität, seiner Evolutionsgeschichte und als Habitat für zahlreiche bedrohte Tierarten als UNESCO-Weltnaturerbe Wet Tropics of Queensland gelistet. Der westliche Teil des Parks, die Sektion Murray Falls, ist zudem Teil der Wooroonooran Important Bird Area in der zahlreiche endemische Vogelarten beheimatet sind. Er ist geprägt von üppigem tropischem Regenwald und zahlreichen Wasserfällen. Der östliche Teil, die Sektion Edmund Kennedy, erstreckt sich entlang des Korallenmeers und besteht vor allem aus Sümpfen und ausgedehnten Mangrovenwälder.

## Geschichte
Der Aborigines-Stamm der Girramy lebt in dieser Region seit tausenden von Jahren; sie sind der Namensgeber des Parks.
Ausgewiesen wurde der Girramay-Nationalpark am 20. Juli 2007, die beiden Sektion wurden am 5. Juni 2009 angeschlossen, wobei der östliche Teil bis zu diesem Zeitpunkt unter dem Namen Edmund-Kennedy-Nationalpark gelistet war.

## Lage
Der Park befindet sich in der Region North Queensland und liegt etwa 20 km nordwestlich von Cardwell und 35 km südlich von Tully. Die Sektion Murray Falls grenzt unmittelbar im Norden an den Koombooloomba-, im Westen an den Kirrama- und im Süden an den Girringun-Nationalpark. Die Sektion Edmund Kennedy ist vom Bruce Highway über die Clift Road, der Abzweig liegt etwa 3 km nördlich von Cardwell, erreichbar. In die Sektion Murray Falls gelangt über eine 20 km lange Zufahrtsstraße, die ebenfalls vom Bruce Highway, in der Nähe von Murrigal nach Osten abzweigt.

## Sektion Murray Falls
Die Wasserfälle am Oberlauf des Murray River sind die Hauptattraktion des 215 km² großen östlichen Teil des Nationalparks (früher: Murray-Upper-Nationalpark). Am Fuß des Kirrama-Gebirgszugs gelegen, stürzt der Fluss in mehreren Kaskaden, über vom Wasser geformte Granitfelsen, in Richtung Tal. Neben einer einfachen Wanderung zu den Wasserfällen, gibt es auch die Möglichkeit über den Yalgay Ginja Bulumi-Weg den üppigen Regenwald zu erkunden. Hier kann man eine Vielzahl von Tieren beobachten, darunter Wallabys, Possums aber auch Reptilien und Amphibien, darunter der gefährdete Taudactylus acutirostris aus der Familie der Australischen Südfrösche und der ebenfalls gefährdete Litoria nyakalensis aus der Familie der Laubfrösche. Auch der Helmkasuar, das größte Lebewesen in den Regenwäldern Australiens, ist im Park heimisch.

## Sektion Edmund Kennedy
Der 69,5 km² große Abschnitt des Parks ist benannt nach dem Forscher Edmund Kennedy, der im Jahre 1848 seine letzte Expedition, etwa 35 Kilometer nördlich des Parks bei der später nach seinem Schiff benannten Landspitze Tam O'Shanter Point, begann. Die Expedition war der erste Versuch eines Europäers die Cape-York-Halbinsel auf dem Landweg zu erkunden.
Der Park umfasst verschiedene Vegetationsbereiche, von den küstennahen Mangroven bis zum Eukalyptuswald. Die seltene Arengapalme ist hier anzutreffen. Die Tierwelt bietet unter anderem den stark gefährdeten Gleithörnchenbeutler (Petaurus gracilis) (englisch Mahogany Glider) und verschiedene Vogelarten wie z. B. den Mangrovekrähenwürger (Cracticus quoyi) und Honigfresser auf. Gefährlich für den Besucher kann das Leistenkrokodil sein, das an der Küste, aber auch in Bächen und Flüssen anzutreffen ist.